# Francesca Lollobrigida
Francesca Lollobrigida (Frascati, 7 febbraio 1991) è una pattinatrice di velocità su ghiaccio italiana e campionessa mondiale nel pattinaggio su rotelle, disciplina nella quale detiene ben sedici titoli mondiali in diverse specialità
.

## Biografia
Pronipote dell'attrice Gina Lollobrigida, poiché il nonno paterno è uno dei fratelli dell'attrice, vive prevalentemente tra Roma e Baselga di Piné dove si allena. Il 7 gennaio 2018 ha vinto il titolo europeo nella mass start del pattinaggio di velocità. Ha rappresentato l'Italia a tre edizioni dei Giochi olimpici invernali di Soči 2014, Pyeongchang 2018 e Pechino 2022. A quest'utima edizione ha vinto la medaglia d'argento nei 3000 metri e quella di bronzo nella mass start.
Il 15 marzo 2025 a Hamar diventa la prima donna italiana di sempre a vincere la medaglia d'oro nei Campionati mondiali di pattinaggio di velocità, sulla distanza dei 5000m. Nella stessa edizione ottiene il bronzo nella mass start.

## Record personali
Di seguito i record personali della Lollobrigida nel pattinaggio di velocità
| Distanza | Tempo   | Evento                            | Luogo          | Data             | Note             |
| -------- | ------- | --------------------------------- | -------------- | ---------------- | ---------------- |
| 500 m    | 39.06   | Campionato mondiale allround 2019 | Calgary        | 2 Marzo 2019     | -                |
| 1000 m   | 1'15.94 | Time Trials                       | Calgary        | 23 Febbraio 2019 | -                |
| 1500 m   | 1'52.23 | Coppa del Mondo 2021              | Salt Lake City | 5 Dicembre 2021  | -                |
| 3000 m   | 3'54.43 | Coppa del Mondo 2021              | Calgary        | 10 Dicembre 2021 | Record nazionale |
| 5000 m   | 6'51.07 | Coppa del Mondo 2025              | Calgary        | 24 Gennaio 2025  | Record nazionale |

## Palmarès velocità su ghiaccio

### Olimpiadi
- 2 medaglie:
  - 1 argento (3000 m a Pechino 2022)
  - 1 bronzo (mass start a Pechino 2022)

### Mondiali distanza singola
- 2 medaglie:
  - 1 oro (5000m a Hamar 2025)
  - 1 bronzo (mass start a Hamar 2025)

### Europei
- 7 medaglie:
  - 1 oro (mass start a Kolomna 2018);
  - 1 argento (mass start a Heerenveen 2020);
  - 5 bronzi (all around a Collalbo 2019; 3000m a Heerenveen 2020; 1500m, 3000m a Heerenveen 2022; mass start a Heerenveen 2024)

### Universiadi
- 1 medaglia:
  - 1 bronzo (inseguimento a squadre a Trentino 2013).

### Coppa del Mondo
- Miglior piazzamento in classifica generale: 10ª nel 2018[8]
- Vincitrice della Coppa del Mondo di partenza in linea nel 2014 nel 2018 e nel 2022
- Miglior piazzamento nella Coppa del Mondo dei 3000 e 5000 m: 2ª nel 2025
- Miglior piazzamento nella Coppa del Mondo dei 1500 m: 5ª nel 2025
- 25 podi (17 in partenza in linea, 6 sui 3000m, 1 sui 1500m, 1 nella team sprint):
  - 5 vittorie (3 in partenza in linea, 2 sui 3000m);
  - 6 secondi posti (5 in partenza in linea, 1 nella team sprint);
  - 14 terzi posti (9 in partenza in linea, 4 sui 3000m, 1 sui 1500m)

#### Coppa del Mondo - vittorie
| Data             | Luogo          | Stato       | Disciplina        |
| ---------------- | -------------- | ----------- | ----------------- |
| 14 marzo 2014    | Heerenveen     | Paesi Bassi | Partenza in linea |
| 10 dicembre 2017 | Salt Lake City | USA         | Partenza in linea |
| 10 dicembre 2021 | Calgary        | Canada      | 3000m             |
| 12 dicembre 2021 | Calgary        | Canada      | Partenza in linea |
| 31 gennaio 2025  | Milwaukee      | USA         | 3000m             |